# Бьянкини (лунный кратер)
Кратер Бьянкини (лат. Bianchini), не путать с кратером Бьянкини на Марсе, — ударный кратер находящийся в северо-западной части гор Юра на видимой стороне Луны. Название присвоено в честь итальянского философа и ученого Франческо Бьянкини (1662—1729) и утверждено Международным астрономическим союзом в 1935 г. Образование кратера относится к позднеимбрийскому периоду.

## Описание кратера

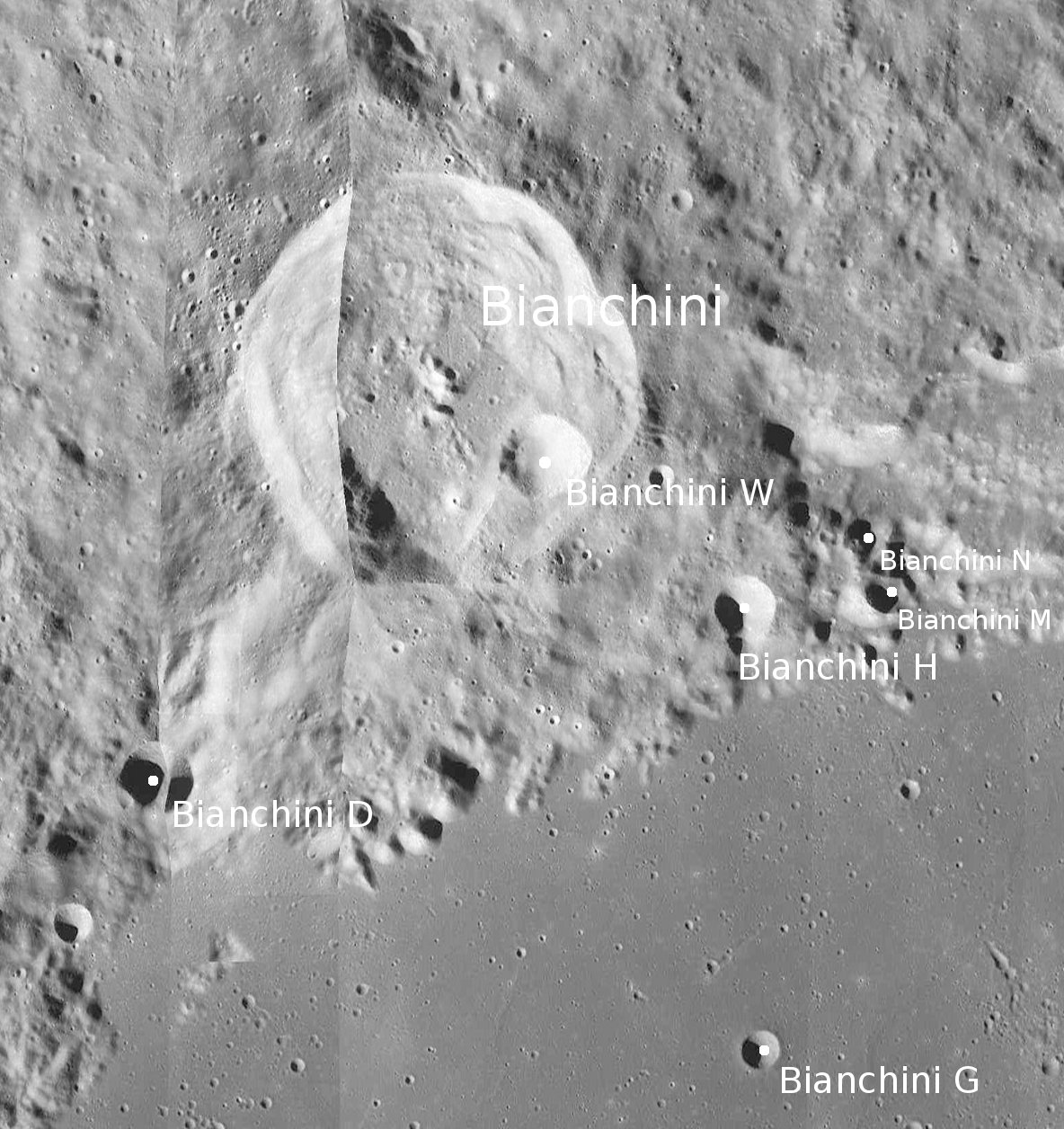
Окрестности кратера Бьянкини. Снимок зонда Lunar Reconnaissance Orbiter.

Ближайшими соседями кратера являются кратер Фуко на северо-западе; кратер Бугер на севере; кратер Ла Кандамини на северо-востоке; кратер Мопертюи на востоке. На юге от кратера находится Залив Радуги, на востоке горы Юра. 
Селенографические координаты центра кратера 48°47′ с. ш. 34°22′ з. д. / 48,78° с. ш. 34,37° з. д., диаметр 37,6 км, глубина 3,1 км.
Кратер имеет циркулярную форму и террасовидную структуру внутреннего склона. Вал кратера незначительно разрушен. Восточная часть внутреннего склона перекрыта небольшим кратером, северная часть внутреннего склона имеет следы обрушения. 

Высота вала над окружающей местностью 1010 м, объем кратера составляет приблизительно 1100 км³. Дно чаши кратера неровное, в центре чаши находится скопление невысоких хребтов.

## Сателлитные кратеры
| Бьянкини | Координаты                                            | Диаметр, км |
| -------- | ----------------------------------------------------- | ----------- |
| D        | 47°33′ с. ш. 35°42′ з. д. / 47,55° с. ш. 35,7° з. д.  | 7,1         |
| G        | 46°42′ с. ш. 32°47′ з. д. / 46,7° с. ш. 32,79° з. д.  | 3,9         |
| H        | 48°05′ с. ш. 32°52′ з. д. / 48,08° с. ш. 32,86° з. д. | 6,2         |
| M        | 48°22′ с. ш. 30°40′ з. д. / 48,37° с. ш. 30,67° з. д. | 4,2         |
| N        | 48°33′ с. ш. 31°04′ з. д. / 48,55° с. ш. 31,07° з. д. | 5,0         |
| W        | 48°33′ с. ш. 33°49′ з. д. / 48,55° с. ш. 33,81° з. д. | 8,3         |